# Províncies de Prússia

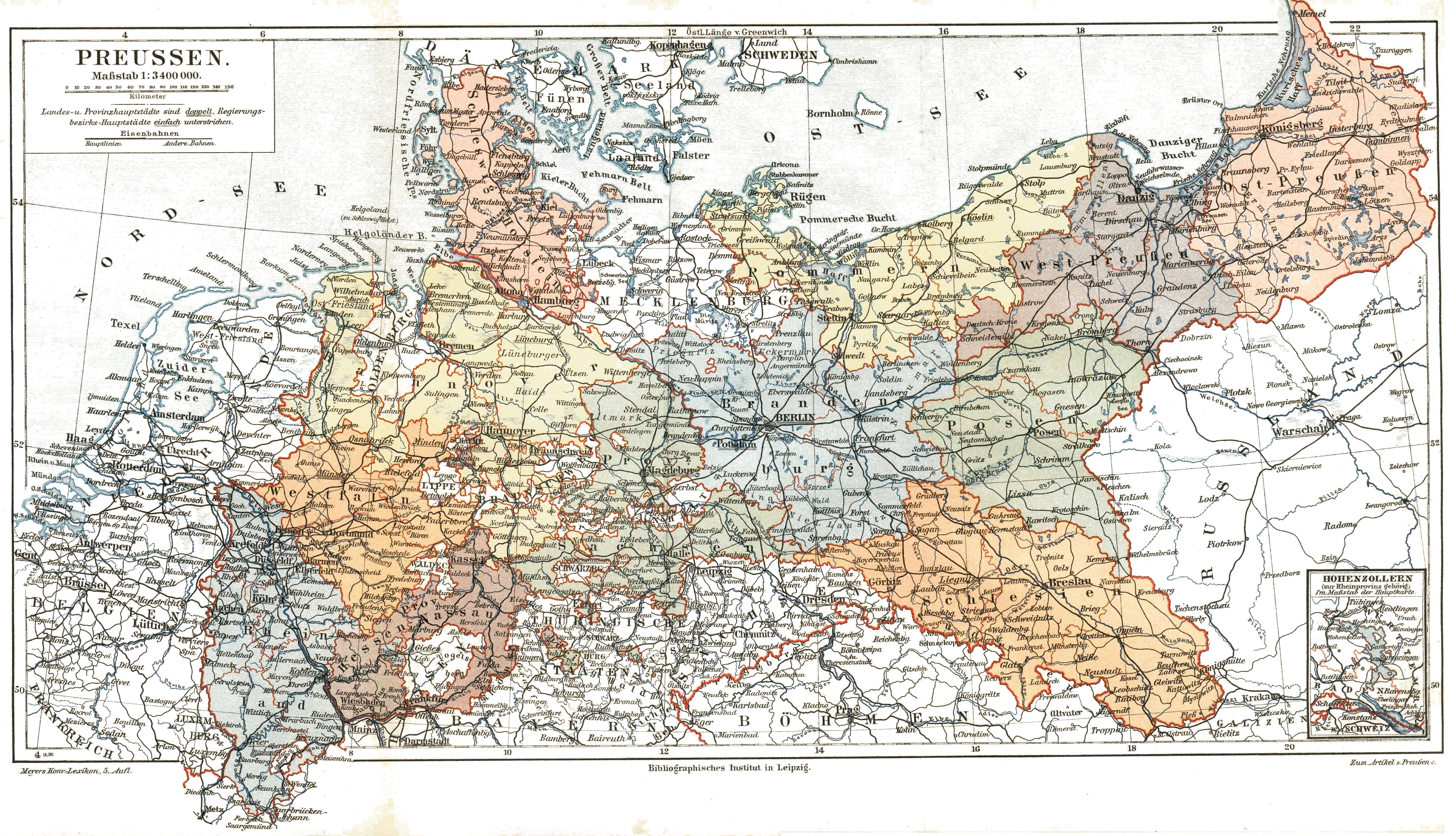
Les dotze províncies prussianes en un mapa del 1896.

Les Províncies de Prússia van ser la principal divisió administrativa de Prússia. Després que el 1806 es dissolgués el Sacre Imperi Romanogermànic i el 1815 el Congrés de Viena reordenés tot el territori de l'antic Imperi, els diferents Estats principescos d'Alemanya nominalment es van constituir com a estats sobirans. El procés d'unificació alemanya que culmina finalment el 1871 amb la proclamació del II Reich va donar lloc a una Alemanya federal formada per diferents Estats (Regnes, Ciutats lliures, Grans Ducats...) dels quals els més extens de tots era el Regne de Prússia que cobria el 60 per cent de tot el II Reich. Al capdavant de cada província hi havia un governant que rebia el nom de Oberpräsident. Cada província també tenia una dieta provincial (Provinziallandtag en alemany). Les províncies de Prússia estaven a més subdividides en Regierungsbezirke.

## Prússia dins la Confederació Germànica (1815-1871)

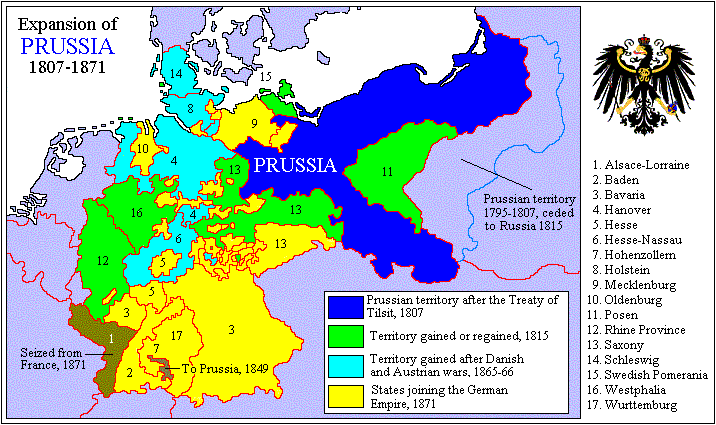
Províncies de Prússia dins la Confederació Germànica 1815-1871.

La Confederació Germànica va ser creada al Congrés de Viena el 1815 i el Regne de Prússia va ser un dels seus membres fins a la dissolució de la mateixa el 1866 després de la Guerra austro-prussiana. Inicialment, Prússia estava formada per 10 províncies tot i que amb el temps se'n varen crear de noves. Alhora cada província se subdividia en territoris o districtes governamentals (Regirungsbezirke, en alemany).
Les províncies eren:
Províncies Occidentals
- Jülich-Clèveris-Berg (Colònia), fins al 1822, amb els territoris de Clèveris (fins 1821), Colònia i Düsseldorf
- Gran Ducat del Baix Rin (Coblença), fins al 1822 Gran Ducat, amb els territoris d'Aquisgrà, Coblença i Trier
- Saxònia (Magdeburg), amb els territoris d'Erfurt, Magdeburg i Merseburg
- Westfàlia (Münster), amb els territoris d'Arnsberg, Minden i Münster.

El 1822 es va crear la Província del Rin través de la unió del Ducat del Baix Rin i de la província Jülich-Clèveris-Berg
Províncies Occidentals (Est Elbia)
- Hannover, des del 1866.
- Brandenburg (Potsdam, 1827-1843), amb les regions de Berlín, Frankfurt de l'Oder i Potsdam.
- Prússia Oriental (Königsberg), amb les regions de Gumbinnen i Königsberg
- Pomerània (Stettin), regions de Köslin, Stettin i Stralsund
- Posen (Posen), fins al 1848 Gran Ducat de Posen, amb les regions de Bromberg i Posen
- Silèsia (Breslau), amb les regions de Breslau, Liegnitz, Oppeln i Reichenbach (aquest fins al 1820)
- Prússia Occidental (Danzig), amb les regions de Danzig i Marienwerder
- Hohenzollern (creada arran de l'annexió del Hohenzollern-Hechingen i Hohenzollern-Sigmaringen el 1850)

El 1829, la província de Prússia va ser creada per la fusió de les províncies de Prússia occidental i Prússia oriental, que va durar fins al 1878. Congruent amb el Regne de Prússia pròpiament dit (és a dir, l'antiga Prússia Ducal i Reial), el seu territori, com el gran territori polonès de Posen, no formava part de la Confederació Alemanya.

## Prússia dins el II Reich (1871-1918)

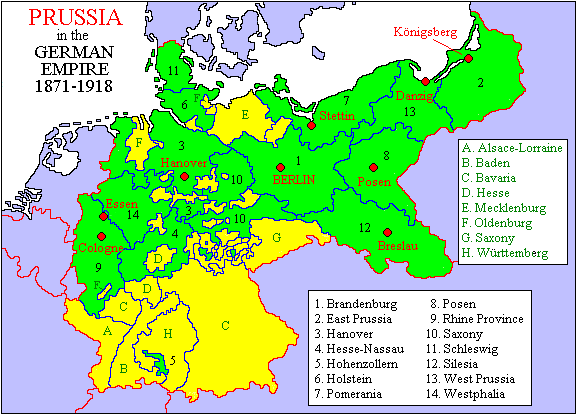
Províncies de Prússia en l'Imperi alemany 1871-1918.

Com a conseqüència de la guerra austro-prussiana (1866) es va posar fi a les aspiracions de la creació d'un gran estat unificat que inclogués en el seu si tant Alemanya com Àustria. En el seu lloc va ser creada la Confederació d'Alemanya del Nord sota el lideratge prussià. Després de la guerra francoprussiana, el 1871 es proclama el II Reich que perviurà fins a la seva dissolució el 1918 arran de la derrota a la Primera Guerra Mundial. Des del 1875 en endavant les províncies es governaven internament a través de delegats en àrees rurals i urbanes (Landkreis i Satdtkreis, en alemany) que alhora integraven la dieta provincial (en alemany, Provinziallandtag) amb un mandat de 6 anys). Els seus membres escollien un cap administratiu (Landesdirektor), amb un mandat de 6 a 12 anys, i un govern provincial (en alemany, Provinzialausschuss) com també part de l'administració general subordinaria al poder reial de Prússia, supervisant, a nivell de província, l'autogovern de municipis i comtats així com cada districte o territori (en alemany, Regierungsbezirk). Per  a tal fi, el ministre d'afers interiors de Prússia triava un Alt Governant per a cada província (en alemany, Oberpräsident), que realitzava les seves tasques amb ajuda del consell provincial de Prússia triat pel govern (en alemany: Provinzialrat).
Les províncies eren:
- Berlín. L'1 d'abril de 1881 la ciutat va ser segregada de la província de Brandenburg constituint-se com a ciutat-província. El seu alcalde (en alemany: Oberbürgermeister) complia en unió personal les funcions de Landesdirektor  i el consell de la ciutat les funcions de comitè provincial. Quan va ser suprimida la funció d'Alt Governant, el govern de Prússia va designar al cap de la policia com a tal (alemany: Polizeipräsident de Berlín).[1]
- Brandenburg (Potsdam; des del 1881 sense la ciutat de Berlín, però les institucions provincials van continuar essent a Berlín). Territoris de Frankfurt de l'Oder i de Potsdam.
- Hannover (constituïda a partir del Regne de Hannover, annexionat el 1866). Territoris d'Aurich, Hannover, Hildesheim, Lüneburg, Osnabrück i Stade
- Hessen-Nassau (constituïda a partir de la Ciutat Lliure de Frankfurt, l'Electorat de Hessen, i el Ducat de Nassau, annexionat el 1866).
- Hohenzollern (Sigmaringen); regió: Sigmaringen
- Prússia Occidental, recreada per la divisió de la província de Prússia en 1878. Capital a Danzig, amb les regions de Danzig i Marienwerder
- Prússia Oriental, recreada mitjançant la divisió de la Província de Prússia el 1878. Capital a Königsberg; amb les regions d'Allenstein, Gumbinnen i Königsberg.
- Pomerània (Stettin); regions: Köslin, Stettin i Stralsund
- Posen (Posen); regions de Bromberg i Posen
- Rin, amb Düsseldorf com a província autònoma, i Coblença com a seu de l'Oberpräsident. Territoris d'Aquisgrà, Colònia, Düsseldorf, Coblença i Trier
- Saxònia (Magdeburg); territoris d'Erfurt, Magdeburg i Merseburg
- Slesvig-Holstein (Kiel, annexionat el 1866, el 1876 el Ducat de Saxònia-Lauenburg, amb anterioritat un estat alemany independent, unit a ell).
- Silèsia (Breslau). Regions de Breslau, Liegnitz i Oppeln.
- Westfàlia (Münster). Regions d'Arnsberg, Minden i Münster.

## Prússia durant la República de Weimar (1918-1939)

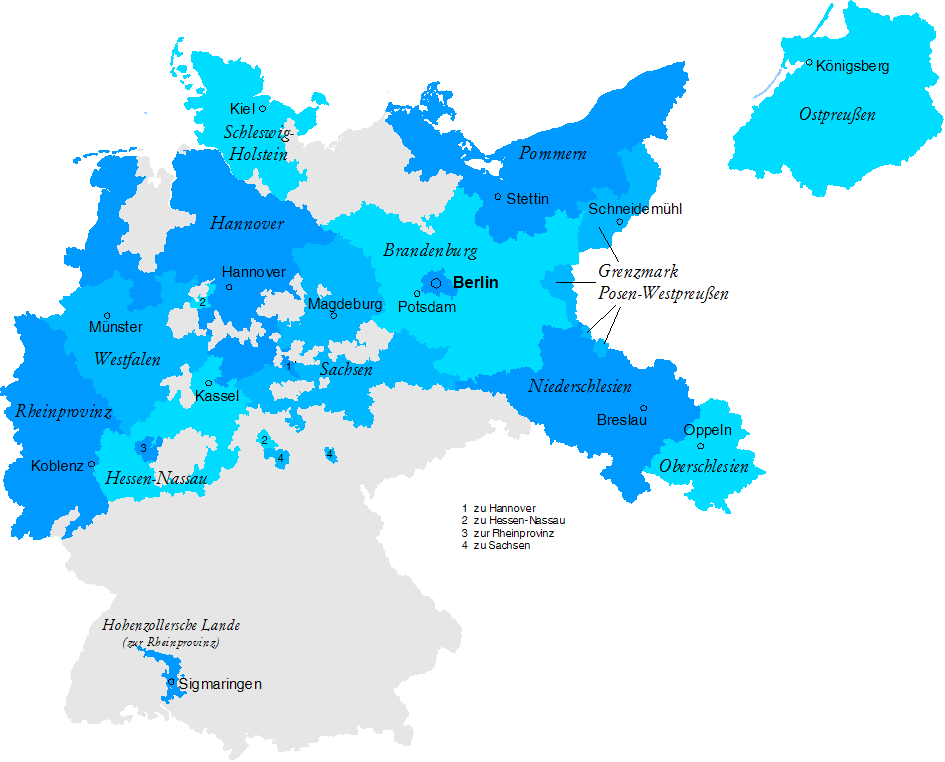
Províncies de Prússia durant la República de Weimar, situació territorial entre els anys 1922-1928.

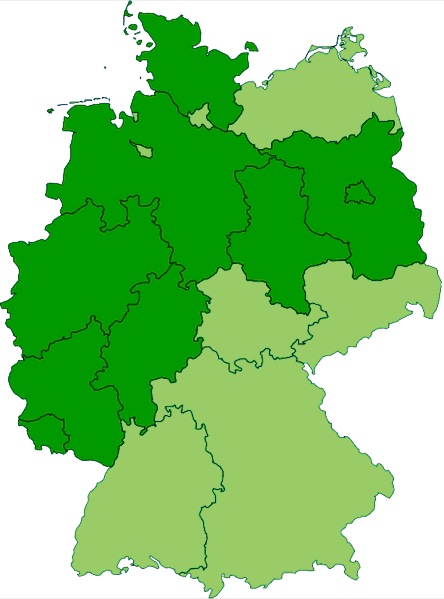
Mapa dels estats d'Alemanya actual que, completament o parcialment, van formar part de l'antic Regne de Prússia, alhora dins l'Imperi alemany.

Després de la derrota alemanya a la Gran Guerra i la conseqüent caiguda del II Reich i amb ell de totes les dinasties que regnaven els estats principescos anteriors a la guerra, el Regne de Prússia es va convertiren l'Estat Lliure de Prússia de forma republicana. Evidentment, en funció dels acords que estipulava el Tractat de Versalles, va haver de cedir territori als països limítrofs. Així, bona part de l'antiga Província de Posen va passar a Polònia. Danzig es convertia en Ciutat Lliure sota el Mandat de la Lliga de Nacions. Petites àrees s'havien cedit a Bèlgica (els Cantons Orientals, anteriorment de la Província del Rin), Txecoslovàquia (Regió de Hlučín, anteriorment dins Silèsia), Dinamarca (Slesvig del Nord, anteriorment Slesvig-Holstein), el Territori de Memel sota el mandat de la Lliga de Nacions (anteriorment de Prússia Oriental), Polònia (la part oriental de l'Alta Silèsia, anteriorment de Província de Silèsia), i el territori del Sarre, sota el mandat de la Lliga de Nacions (anteriorment de la Província del Rin).
Prússia i les seves províncies formalment van continuar existint fins i tot després de l'arribada al poder del Partit Nacionalsocialista Obrer Alemany el 1933. Finalment, tant Prússia com l'Alemanya Nazi van ser dissoltes amb la fi de la II Guerra Mundial el 1945.
Els  territoris que integraven l'Estat Lliure de Prússia durant els anys d'entreguerres eren els següents:
- Berlín (el 1920 la ciutat va ser considerablement engrandida (Llei prussiana del Gran Berlín) a costa de Brandenburg).
- Brandenburg.(Berlín). Regions: Frankfurt i Potsdam.
- Alta Silèsia (part de Silesia entre 1938 i 1941).
- Baixa Silèsia (Breslau), part de Silèsia entre 1938 i 1941). Regions: Breslau i Liegnitz.

Al 1938 l'Alta Silèsia i la Baixa Silèsia es van ajuntar en la Província de Silèsia
- Hannover (el 1921 Pyrmont, anteriorment un districte de l'Estat Lliure de Waldeck-Pyrmont, es va unir a ell).
- Hessen-Nassau (Kassel). El 1929 l'Estat Lliure de Waldeck, anteriorment un estat integrant d'Alemanya, es va unir a ell. Regions: Kassel i Wiesbaden.

Al 1944 es va dividir en:
Província de Kurhessen (Kassel)
Província de Nassau (Wiesbaden)
- Hohenzollern (Sigmaringen). Regió: Sigmaringen
- Pomerània (Stettin). Regions: Köslin, Stettin, Posen-Prússia Occidental des del 1938) i Stralsund (fins al 1932)
- Prússia Oriental. Amb capital a Königsberg. Regions d'Allenstein, Gumbinnen, Königsberg i Prússia Occidental (1922-1939)
- Posen-Prússia Occidental (Schneidemühl). regió: Schneidemühl, Creada el 1922 a partir dels territoris que no es van cedir a Polònia. Tot i això, la província fou dissolta el 1938 incorporant-se el seu territori principalment a Pomerània, i dos enclavaments a Brandenburg i Silèsia.
- Rin, amb Düsseldorf com a província autònoma, i Coblença com a seu de l'Oberpräsident. Regions d'Aquisgrà, Colònia, Düsseldorf, Coblença i Trèveris
- Saxònia (Magdeburg); regions: Erfurt, Magdeburg i Merseburg

Al 1944 es va dividir en:
Província de Halle-Merseburg (Merseburg)
Província de Magdeburg (Magdeburg)
- Slesvig-Holstein (Kiel. El 1920 el nord de Slesvig fou cedit a Dinamarca. Regió: Slesvig
- Westfàlia (Münster). regions: Arnsberg, Minden i Münster